# Luite

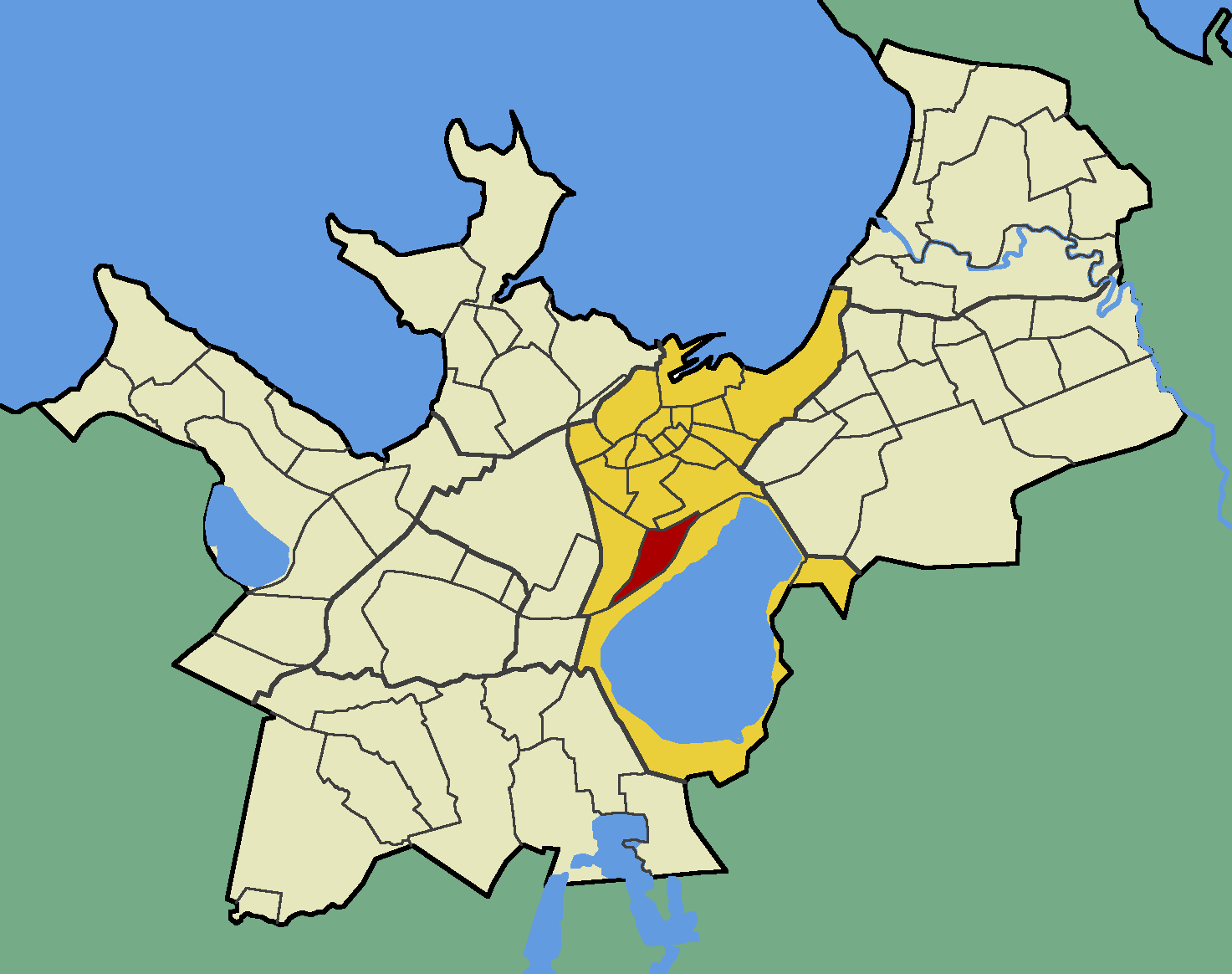
Der Bezirk Luite (rot) im Tallinner Stadtteil Kesklinn (gelb)

Luite (zu Deutsch „Düne“) ist ein Bezirk (estnisch asum) der estnischen Hauptstadt Tallinn. Er liegt im Stadtteil Kesklinn („Innenstadt“).

## Beschreibung
Luite hat 736 Einwohner (Stand 1. Mai 2010).
Östlich von Luite liegt der größte See Tallinns, der Ülemiste-See. Zwischen der Bezirksgrenze und dem Ufer liegt das Waldstück Järvemets (wörtlich „Seewald“).